# Beauval
Beauval è un comune francese di 2 175 abitanti situato nel dipartimento della Somme nella regione dell'Alta Francia.

## Monumenti e luoghi d'interesse

### Architetture religiose
- Chiesa di San Nicola

## Società

### Evoluzione demografica
Abitanti censiti